# Claës Rundberg
Claës Johan Rundberg,(i folkbokföringen: Klas Johan Rundberg) född 14 november 1874 i Malmbäcks församling, Jönköpings län,  död 27 maj 1958 i Säby församling, Jönköpings län,  var en svensk sportskytt. 
Han blev olympisk silvermedaljör 1908.